# مرینا
مِرینا نام قومی است از نژاد مالایی-پولینزی که در مرکز کشور ماداگاسکار بویژه در استان آنتاناناریوو زندگی می‌کنند.
نژاد مالایی-پولینزی را با نامهای استرونزیایی و نوسانتاری هم می‌شناسند.